# Йюс
Йюс (фр. Yutz) — коммуна во Франции, департамент Мозель, регион Лотарингия, образованная в 1971 году из коммун Бас-Йюс («Нижний Йюс») и От-Йюс («Верхний Йюс»). Входит в состав кантона Йюс. Округ коммуны — Тьонвиль, образованный в 2015 году из округов Тьонвиль-Запад и Тьонвиль-Восток.

## География
Город расположен на северо-западе департамента Мозель на реке Мозель вблизи границы с Люксембургом, Германией и Бельгией. От Йюса до Меца 40 километров, до Люксембурга — 30 километров.

## История

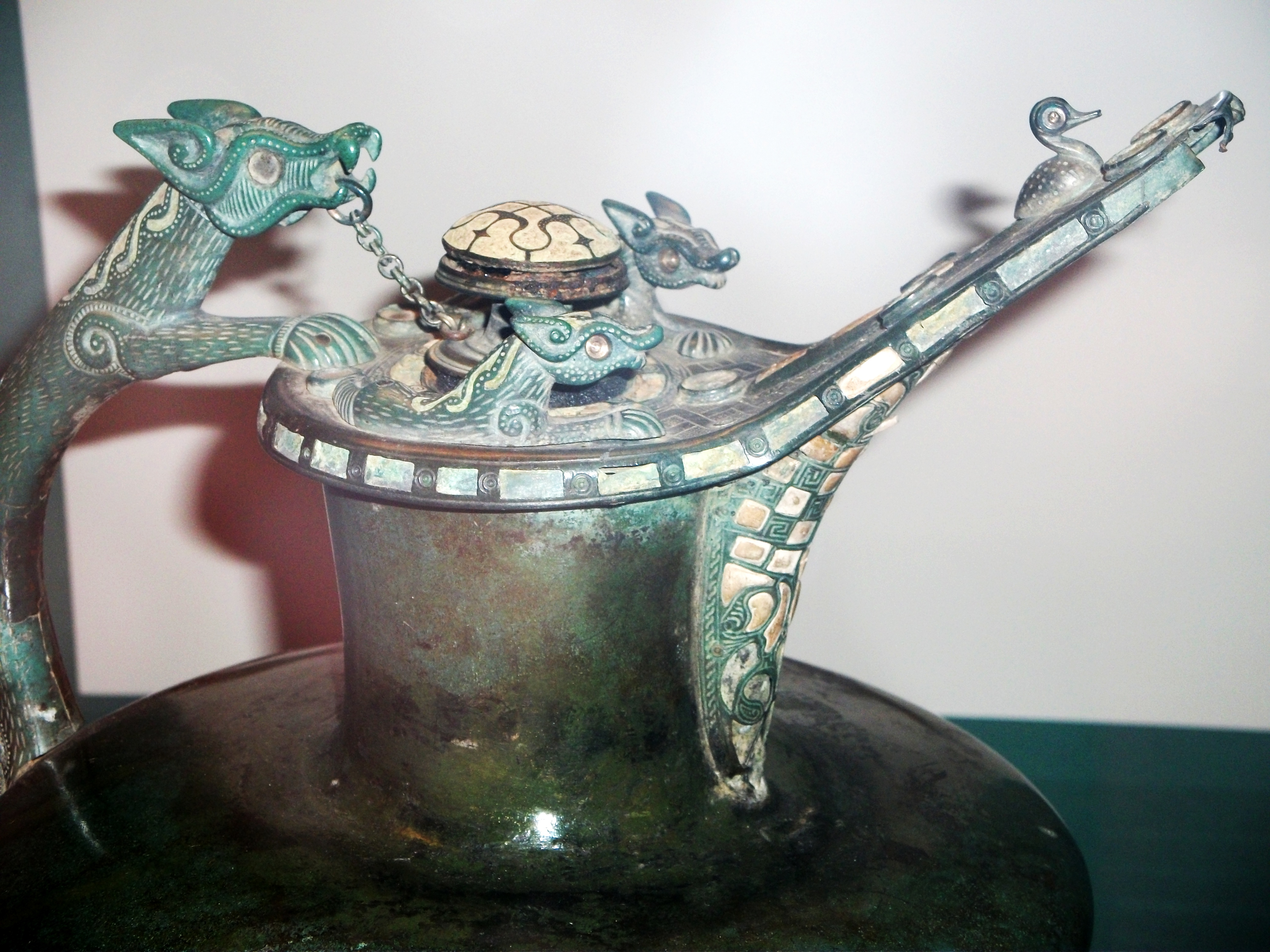
Часть кельтского графина, найденного в Йюсе

Существуют свидетельства проживания Кельтов на территории города. В 1927 году во время дорожных работ были найдены два церемониальных кельтских графина середины V века до н. э. (Железный век). Графины из Низкого Йюса являются частью коллекции Британского музея.
Как и многие города департамента Мозель после франко-прусской войны Йюс был передан Германии с 1871 года. По условиям Версальского мирного договора, Франция в 1918 году вернула себе эти земли.
После оккупации Франции в 1940 году, Лотарингия снова перешла под контроль Германии. В 1944-45 годах проходило освобождение региона. Йюс освобождён 13 сентября 1945 года.

## Климат
| Показатель                | Янв. | Фев. | Март | Апр. | Май  | Июнь | Июль | Авг. | Сен. | Окт. | Нояб. | Дек. |
| ------------------------- | ---- | ---- | ---- | ---- | ---- | ---- | ---- | ---- | ---- | ---- | ----- | ---- |
| Средняя температура, °C   | 1,5  | 2,9  | 5,9  | 9,3  | 13,4 | 16,7 | 18,5 | 18,0 | 15,0 | 10,3 | 5,4   | 2,7  |
| Норма осадков, мм         | 62   | 53   | 61   | 50   | 68   | 68   | 62   | 67   | 59   | 62   | 67    | 69   |
| Источник: Погода и климат |      |      |      |      |      |      |      |      |      |      |       |      |

## Население
Средний декларируемый годовой доход в коммуне: 24647 евро. 0,6 % населения заняты в сфере сельского хозяйства, 7,2 % — в индустрии, 76,2 % — в сфере услуг.
Динамика населения согласно INSEE:
| Население коммуны в XIX—XXI веках |
| --------------------------------- |
|                                   |

## Интересные факты
- В городе родилась Элизабет Грюммер (1911—1986) — немецкая оперная певица (сопрано).
- В 2010 году в Йюсе создал франко-люксембургскую студию мультипликации Watt Frame режиссёр, будущий обладатель Оскара-2014, Лоран Уитц.